# Иван Спасеновић
Иван Спасеновић београдски је правник и српски рагбиста, који тренутно игра рагби 15 за Партизан.

## Рагби каријера
Спасеновић је Партизаново дете из београдске породице. Поникао је у Партизановој рагби школи, у млађим категоријама тренирали су га рагби тренери Жеравица и Бабић.

## Успеси са екипом
Првак Републике Србије у рагбију 15 са Партизаном 2018, 2019, 2020, 2021.
Освајач Купа Републике Србије у рагбију 15 са Партизаном 2019.

## Играчки квалитети
Иако нам се чини да је одувек у рагбију Иван Спасеновић је тек ушао у најбоље године за спортисту. Њега одликује пре свега добра статика, посебно се истиче у убацивању лопте у ауту, где баца изузетно прецизно, што вам даје могућност за више комбинација и опција у ауту.

## Приватан живот
Води здрав начин живота, не пуши цигаре, не користи дроге. Дипломирао је право на београдском универзитету.